# Соуэрби, Лио
Лио Соуэрби (англ. Leo Sowerby, 1 мая 1895, Гранд-Рапидс, Мичиган, США — 7 июля 1968, Порт-Клинтон, Огайо, США) — американский композитор и органист. Лауреат Пулитцеровской премии 1946 года.

## Биография
Соуэрби родился в городе Гранд-Рапидс, штат Мичиган, США. Начал сочинять музыку в десятилетнем возрасте. Заинтересовался органом в возрасте 15-ти лет. Являлся самоучкой. Изучал композицию с Артуром Олафом Андерсеном в Американской консерватории музыки, Чикаго. Признание пришло после исполнения Концерта для скрипки Чикагским симфоническим оркестром в 1913 году. Во время Первой мировой войны служил дирижёром военного оркестра во Франции. В 1921 году стал первым композитором, получившим Римскую премию Американской академии в Риме. В 1924 году Соуэрби становится преподавателем Американской консерватории музыки. В 1946 году получил Пулитцеровскую премию за кантату «Песнь солнца», написанную в 1944 году.

## Произведения

### Для хора
- кантаты
  - A Liturgy of Hope (отрывки из псалмов) (1917)
  - The Vision of Sir Launfal (стихотворение James Russell Lowell (1925)
  - Forsaken of Man (Passion setting, adapted from the Gospels by Edward Borgers) (1939)
  - The Canticle of the Sun (St Francis of Assisi) (1944)
  - Christ Reborn, for voices and organ (1950)
  - The Throne of God (Book of Revelation), for voices and orchestra (1956)
  - The Ark of the Covenant, for voices and organ (1961)
- Anthems
  - "Ad te levavi animam meam"
  - "Behold, O God our Defender"
  - "Christians, to the Paschal Victim"
  - "Come, Holy Ghost, our souls inspire"
  - "I was glad when they said unto me" (Psalm 122)
  - "I will lift up mine eyes" (Psalm 121)
  - "Love Came Down at Christmas"
  - "Now There Lightens Upon Us"
  - "Thy Word is a lantern" (in memory of President John F. Kennedy)
  - "Seeing We Also Are Compassed About" (Hebrews 12:1-2, commissioned by the Illinois Wesleyan University Collegiate Choir in the fall of 1957)

### Для голоса и аккомпанемента
- The Edge of Dreams, цикл песен в сопровождении фортепиано (Mark Turbyfill), H. 154 (1920)

1. "The Adventurer"
2. "After-thought"
3. "Sorrow"
4. "Pulse of Spring"
5. "The Forest of Dead Trees"
6. "O Love that has Come at All"

- "I Will Lift Up Mine Eyes", с органом (Psalm 121), H. 147
- "O God of Light" (Matthew 5:13–16) (1934)
- "O Jesus, Lord of Mercy" (1934)
- " Perfect Love" (D. F. Gurney), H. 237 (1939)
- "Thou Art My Strength", с органом (Псалом 30)
- Three Psalms для баса и органа, H 189 (1949)

1. "Hear My Cry, O God" (Псалом 61)
2. "The Lord Is My Shepherd" (Псалом 23)
3. "How Long Wilt Thou Forget Me?"

- Three Psalms for baritone or contralto and organ, H. 228

1. "Whoso Dwelleth" (Псалом 91)
2. "O Be Joyful in the Lord" (Псалом 100)
3. "I Will Lift Up Mine Eyes" (Псалом 121)

### Орган соло
- Comes Autumn Time (1916)
- Carillon (1917)
- Requiescat in Pace (1920)
- Symphony in G (1930)
- Pageant (1931)
- Prelude on "The King's Majesty" (1945)
- Canon, Chacony, & Fugue (1948)
- Ten Hymn Preludes (published separately; 1950s)
- Sinfonia Brevis (1965)
- Passacaglia (1967)

### Орган с другими инструментами
- Elevation, for violin and organ (1912)
- Ballade, for English horn and organ (1949)
- Festival Musick for organ, brass and timpani (1953)
  - Toccata on 'A.G.O.' (third movement of Festival Musick)
- Fantasy, for trumpet and organ (1962)

### Оркестр
- Пять симфоний
  - No. 1 (1921)
  - No. 2 (1927)
  - No. 3 (1939–40)
  - No. 4 (1944–47)
  - No. 5 (1964)
- Comes Autumn Time, "program overture" (organ version 1916; orchestrated 1917)
- From the Northland, suite for orchestra (1923)
- Prairie, symphonic poem for orchestra (1929)
- A Set of Four: A Suite of Ironics, published in 1931

### Оркестр и инструменты соло
- Концерт для скрипки соль мажор (1913, переработан 1924)
- Концерт для виолончели ля мажор (1914–16)
- Piano Concerto no. 1 (1916, revised 1919)
- Ballad of King Estmere, for two pianos and orchestra (1922)
- Medieval Poem, for organ and orchestra (1926)
- Cello Concerto [no. 2] in E minor (1929–34)
- Piano Concerto no. 2 (1932)
- Organ Concerto no. 1 (1937)
- Classic Concerto, for organ and string orchestra  (1944)
- Concerto in C, for organ and orchestra
- Harp Concerto
- Concert Piece, for organ and orchestra (1951)

### Камерная музыка
- Three Violin Sonatas
  - No. 1 in A major
  - No. 2 in B-flat major (1922)
  - No. 3 in D major
- Sonata for Cello and Piano (1920)
- Sonata for Viola and Piano (also playable on clarinet)
- Piano Trio in C-sharp minor
- Serenade for string quartet in G major published 1921
- Wind Quintet (1916, published in 1931)
- Piano Sonata in D Major (1948, rev. 1964)
- Passacaglia for piano
- Соната для трубы и фортепиано (1958)

1. ↑  Find a Grave (англ.) — 1996.